# Guillermo Reinafé
Guillermo Reinafé o Reynafé (Villa Tulumba en la actual provincia de Córdoba, Virreinato del Río de la Plata, 1799 - Buenos Aires, Argentina, 25 de octubre de 1837) fue un hacendado y ganadero argentino que –formando parte del clan de los hermanos Reynafé– participó en las guerras civiles de la provincia de Córdoba y en el gobierno de esa provincia entre 1831 y 1835. Fue uno de los principales responsables de la muerte del caudillo federal Facundo Quiroga.

## Biografía
Era el menor de los hermanos Reynafé, hijos de un inmigrante irlandés. Se dedicó a la ganadería en el norte de la provincia de Córdoba.
Ocupó cargos municipales durante el gobierno de Juan Bautista Bustos y fue también oficial de milicias. Cuando Bustos fue derrotado por el general Paz, se negó a aceptar la autoridad del nuevo gobernador. Junto con su hermano mayor José Vicente, fue tomado prisionero y conducido a Salta, pero en el camino se escapó hacia Santiago del Estero. Allí se unió al ejército del gobernador Juan Felipe Ibarra y combatió contra la invasión que este sufrió desde Tucumán. Cuando finalmente fueron derrotados por las fuerzas cordobesas de Román Deheza, huyeron hacia Santa Fe.
Pronto se dedicó a formar pequeñas partidas montoneras, con las cuales invadió el norte de su provincia, acompañado por el coronel Nazario Sosa. Derrotaron al caudillo local Camilo Isleño, comandante de El Tío – que pronto se pasaría al bando federal – y ocuparon la Villa de El Tío. El avance de las montoneras federales obligó al general Paz a trasladar todo su ejército en esa dirección, en una campaña que terminaría con su prisión.
Tras la retirada de las fuerzas unitarias, acompañó a Estanislao López en la entrada triunfal en la ciudad de Córdoba. Poco después, José Vicente Reinafé fue elegido gobernador de la provincia. En la práctica, los cuatro hermanos se consultaban mutuamente las decisiones políticas, y reconocían como su jefe político a Estanislao López, gobernador de Santa Fe.
Guillermo Reinafé fue nombrado comandante militar de los departamentos del norte de la provincia, y allí reprimió los intentos de los partidarios de Facundo Quiroga para derrocar a su hermano. En esas conspiraciones participaban personajes del gobierno de Bustos, incluyendo a dos hijos de este, a su yerno Claudio Antonio de Arredondo y el antiguo caudillo provincial Juan Pablo Bulnes. En 1833 ayudó a su hermano Francisco en la represión de la revolución del coronel Esteban del Castillo, también partidario de Quiroga.
Cansados de las revueltas de los partidarios de Quiroga, a fines de 1834 los Reinafé intentaron asesinar al caudillo, mientras este cruzaba la provincia camino a las provincias del norte. Pero Facundo se movió demasiado rápido, y pasó sin ser molestado a Santiago del Estero. Guillermo decidió encargarse de él: ordenó a uno de sus oficiales – el capitán Santos Pérez – formar una partida de gauchos para que lo interceptaran y lo asesinaran en Barranca Yaco. Todos los acompañantes de Quiroga – incluso el exgobernador de la provincia de San Luis, José Santos Ortiz – resultaron muertos, ya que los asesinos querían evitar dejar testigos. Pero dos peones lograron salvarse porque iban algo más atrás, y reconocieron a Santos Pérez.
Por un tiempo, los Reinafé pretendieron echarle la culpa de su muerte al caudillo santiagueño Ibarra, pero al poco tiempo ya se había difundido la verdad. El gobernador hizo elegir un sucesor leal, Pedro Nolasco Rodríguez, pero este se vio obligado a presentar la renuncia. El sucesor de este –Sixto Casanovas– ya no pudo defenderlos: Francisco huyó a Rosario, José Antonio partió hacia Bolivia pero fue capturado, y Guillermo y José Vicente fueron arrestados en Córdoba. Enseguida fueron entregados a una partida enviada especialmente por Juan Manuel de Rosas, que se los llevó a Buenos Aires junto con Pérez y algunos otros sospechosos.
Fueron sometidos a un juicio que duró dos años y, finalmente, condenados a muerte. Sus bienes fueron confiscados. José Antonio murió en la cárcel, pero Pérez y los dos hermanos restantes sufrieron la sentencia el 22 de octubre de 1837, en la Plaza de Mayo de Buenos Aires.
El último sobreviviente del clan, Francisco, murió en 1840, enfrentando a Juan Pablo López, hermano y sucesor de Estanislao López.